# 팔공산 인봉
인봉(印峰, Inbong)은 대한민국 대구광역시 동구에 있는 팔공산의 화강암 봉우리이다. 높이는 579 m이다. 높이는 낮지만 주위에 다른 봉우리가 없이 탁 트인 지형이라 팔공산을 한 눈에 조망할 수 있다.
봉우리가 도장 모양이라 "도장 인"자를 써서 인봉이라는 이름이 붙었다.

## 역사
과거에는 소년대라고 불렸다고 한다. 천연 봉우리가 아니라 석축으로 쌓은 대라는 주장도 있다.

## 등산 코스
- 팔공산 올레길 1코스 "도학2동 삼거리(방짜유기박물관입구)→ 시인의 길 → 돌집마당 → 방짜유기박물관 → 북지장사"를 이용하면 된다.
- 북지장사 주차장에 이르러 야외화장실 옆에 있는 초입로를 따라 북서쪽 능선으로 나 있는 나무계단으로 올라가면 된다.
- 거리는 왕복 5㎞이며, 1시간 30분에서 2시간 정도 걸린다.[3]